# تاریخ رویان
تاریخ رویان، کتابی به فارسی در باره تاریخ محلی سرزمین رویان تألیف مولانا اولیاءالله آملی. وی در ۷۵۰ از آمل به رویان مهاجرت کرد و به حضور فخرالدوله شاه غازی بن زیار (۷۶۱ـ۷۸۰)، از پادوسپانیان راه یافت و به تشویق او به نوشتن تاریخ رویان پرداخت. تاریخ آغاز و پایان تألیف این اثر روشن نیست، اما مؤلف در خاتمه کتاب به شرح رویدادهای تاریخ رویان تا ۸۰۵ اشاره کرده‌است.
تاریخ رویان مشتمل است بر مقدمه ای در ذکر فواید علم تاریخ و هشت باب و هر باب دارای چند حکایت. اولیاءاللّه برای تألیف تاریخ رویان از منابع بسیاری چون تاریخ طبرستان (کتاب)ِ ابن اسفندیار، تاریخ طبری، سیرالملوکِ خواجه نظام‌الملک، شاهنامه مؤیدی، مقاتل الطالبیینِ ِ ابوالفرج اصفهانی بهره برده‌است. تاریخ رویان به سبب حفظ برخی از واژگان قدیمی فارسی و ذکر آداب و رسوم کهن مازندران و رویان، و مشاهدات دقیق شخصی مؤلف، ارزشمند است.
تاریخ رویان همچنین از منابع سید ظهیرالدین مرعشی در تألیف تاریخ طبرستان و رویان و مازندران و اعتمادالسلطنه در کتاب التدوین فی احوال جبال شروین بوده‌است.
تاریخ رویان نخستین بار در ۱۳۱۳ خورشیدی به کوشش عباس خلیلی از یگانه نسخه خطی یافته شده بدون مقدمه مصحح چاپ شد. این کتاب بار دیگر با تصحیح و تحشیه منوچهر ستوده، همراه با مقدمه‌ای مفصّل در ۱۳۴۸ش در تهران به چاپ رسید.

## منبع
- دانشنامهٔ جهان اسلام